# 谷地温泉
谷地温泉（やちおんせん）は、青森県十和田市（旧国陸奥国）にある温泉で、「日本三大秘湯」の一つとされる。

## 歴史・概要
八甲田山中腹の高田大岳への登山口にあり、約400年の歴史があるとされている。
『十和田村史』によれば、深持村の与治右衛門という者が、山の奥に入ってシナの木の皮剥をしていて発見したという。この与次右衛門から与右衛門となり、与之助、岩五郎、辰之介と続いた。開湯するとなかなかの繁盛であったが、天保の飢饉で入湯者が誰も来ず一時荒廃したが、法量字百目木の泉舘与左衛門が経営を引き受け、旧観をとりもどしたとある。この記録からは少なくとも天保年間(1830-1840年)を遡ることになる。現存する絵地図にこの温泉があっても年代のはっきりしないものが多い。わずかに安政の頃、津軽の「南部堺山絵図」に、南部萢ノ湯として「湯小屋拾一軒、萱フキ建坪三間四方」のほか、薬師堂が書かれている。また同じ津軽の文久元年（1861年）の「山方御用留」にもこの湯の名がでている。

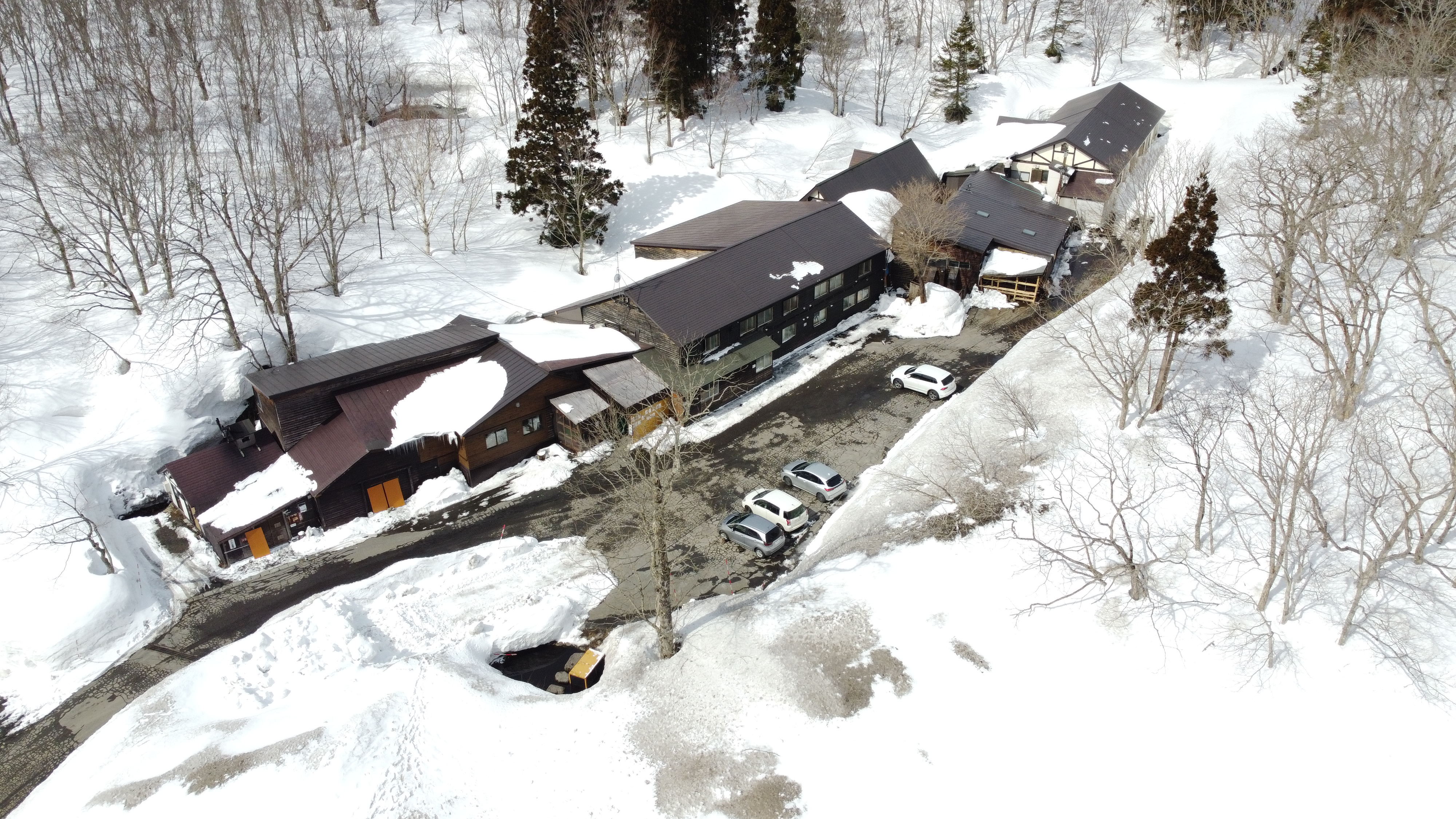

明治時代には『新撰陸奥国誌』に次のように記載されている。

温室2つあり、その間50間を隔て、西にある湯を上の湯という。熱湯にして硫質ありて白濁にして潔ならす疝疾（胸や腹の痛み）に適したという。浴槽6尺5寸に6尺屋根なし。東にある湯を下の湯といい、上の湯と同質なれどもやや冷なり眼病、湿瘡に良いという。浴槽6尺に7尺屋根のみの建屋あり、別に2間に1丈(3m)の薬師の湯と称するものある。石で囲いをなし3尺に4尺の桶を湯桶とす。これは山神の浴する所なりとして浴するものを禁ず。側に薬師堂4尺に5尺あり。この温泉はいつの頃より、百目木の農民湯守をなし、春秋農閑期に客ある時は、往て薪柴を給す。浴する者多き時は150人に下らず。小屋9棟あり、3間四方が6棟、4間四方が2棟、4間に2間が1棟。これは五戸、八戸等の富裕の徒が入浴せる時の為に予め設け造る所なり。浴する者は食料、器皿を用意して来て、この宿に止宿するなり。

秘湯のたたずまいが残っていることが評価され、「日本三大秘湯」の一つとされている。
2004年（平成16年）11月に当温泉を運営していた古牧温泉グループが経営破たんした。このため、古牧温泉の創業家の親族が設立した十和田・八甲田観光が、当温泉や「十和田湖グランドホテル」などの経営を引き継ぐが、2008年（平成20年）7月から両施設共に「伊東園ホテルズ」の運営となった。
しかし、経営悪化に伴い、当温泉は2014年（平成26年）11月10日から休業し、2015年（平成27年）5月13日には「十和田湖グランドホテル」も休業となった。
休業を経て、同年5月15日付で当温泉と「十和田湖グランドホテル」の営業権は、約5000万円で伊東園ホテルズから南風見観光に譲渡された。当温泉は、積雪のため倒壊した男湯の修復などを行い、同年6月1日に営業を再開した。

## 泉質
- 単純硫化水素泉。源泉温度50度[9]。

## 効能
神経痛、リューマチ、婦人病、皮膚病。

## 温泉街
標高800メートルの山中に一軒宿の「谷地温泉」が存在。ヒバ造りの足元湧出の浴槽がある。近くには谷地湿原が広がる。

## アクセス
- JR/青い森鉄道青森駅よりJRバス東北十和田北線で約90分、「谷地温泉」で下車し徒歩約5分。

## 周辺
- 猿倉温泉
- 蔦温泉
- 八甲田温泉
- 酸ヶ湯
- 焼山温泉
- 奥入瀬渓流